# Stoke upon Tern
Stoke upon Tern – wieś w Anglii, w hrabstwie Shropshire. Leży 22 km na północny wschód od miasta Shrewsbury i 222 km na północny zachód od Londynu.